# Karl Heinz Molling
Karl Heinz („Kalle“) Molling (* 22. Juni 1972 in Bruneck) ist ein ehemaliger italienischer Skirennläufer und Freestyle-Skier. Der Südtiroler errang am 10. Januar 2004 seinen einzigen Weltcupsieg im Skicross.

## Karriere
Molling war zu Beginn seiner Sportkarriere ein alpiner Skirennläufer. Er machte bei den Juniorenweltmeisterschaften 1991 in Hemsedal auf sich aufmerksam, wo er in der Abfahrt die Bronzemedaille gewann. Dies blieb jedoch sein einziger nennenswerter Erfolg, der Durchbruch an die Weltspitze gelang nie. Sein letztes alpines Skirennen bestritt er im April 1997, woraufhin er zum Skicross wechselte.
Sein Debüt im Freestyle-Weltcup hatte Molling am 18. Januar 2003 in Laax, wo er auf Platz 27 fuhr. Den ersten Podestplatz erzielte er am 12. März 2003 mit Platz 2 in Les Contamines. Den einzigen Weltcupsieg konnte er am 10. Januar 2004 in Pozza di Fassa feiern. Mit insgesamt fünf Top-10-Platzierungen in der Saison 2003/04 wurde er Sechster in der Disziplinenwertung. Je ein weiterer Podestplatz kamen in den Saisons 2004/05 und 2005/06 hinzu. Ab 2007 konnte Molling nicht mehr das frühere Leistungsniveau erreichen und trat schließlich im März 2009 zurück.

## Erfolge

### Weltmeisterschaften
- Ruka 2005: 15. Skicross
- Madonna di Campiglio: 19. Skicross
- Inawashiro 2009: 24. Skicross

### Weltcup
- Saison 2003/04: 6. Skicross-Weltcup
- Saison 2005/06: 9. Skicross-Weltcup
- 4 Podestplätze, davon 1 Sieg:

| Datum           | Ort            | Land    |
| --------------- | -------------- | ------- |
| 10. Januar 2004 | Pozza di Fassa | Italien |

### Weitere Erfolge
- Alpine Ski-Juniorenweltmeisterschaften 1991: 3. Abfahrt
- 2 italienische Skicross-Meistertitel (2005, 2006)